# My Fair Laddy
My Fair Laddy, llamado Mi bella damita en España y Mi bello jardinero en Hispanoamérica, es un episodio perteneciente a la decimoséptima temporada de la serie animada Los Simpson, emitido originalmente el 26 de febrero de 2006 y el 1 de octubre de 2006 en Hispanoamérica. El episodio fue escrito por Michael Price y dirigido por Bob Anderson. El título es una referencia a la película My Fair Lady. En este episodio, Lisa intenta convertir al Jardinero Willie en un caballero, mientras que Homer no puede hallar pantalones azules.

## Sinopsis
Todo comienza cuando la vieja profesora de gimnasia anuncia que se iría de la escuela por un tiempo, y un suplente toma su lugar. En cada clase de gimnasia, hace jugar a los alumnos un juego llamado "Bombardeo", en donde lo único que hace es golpearlos con un balón. Cuando Bart se cansa de los golpes, llena una pelota de agua y la deposita en el congelador toda la noche, convirtiéndola en una pelota de hielo. Al día siguiente, se la arroja al profesor de gimnasia, pero éste evita el golpe, y la pelota sale por la ventana, rompiendo el vidrio y aterrizando en la casa de Willie, destruyéndola. Cuando Marge va a recoger a Bart a la escuela, ve a Willie sin casa, por lo que le ofrece que se quede en la casa de los Simpson. Willie acepta. Una vez allí, Lisa le hace ver a Willie que su vida podría ser mucho mejor, y decide convertirlo en un caballero. Bart, sin embargo, no cree que Lisa lo logre, pero ella le apuesta que lo haría a tiempo para la feria de ciencias de la escuela.
Mientras tanto, Homer vuelve a su casa con su último par de pantalones azules, todos rotos. Cuando va por la ciudad a buscar un nuevo pantalón, ve que ninguna tienda los vende. Entonces, decide ir a la fábrica; allí, el dueño le dice que no hacen más pantalones azules porque nadie los compra. Homer le dice que él le conseguiría más clientes. Para hacerlo, Homer se escribe "Compre pantalones azules" en la nuca, con una tinta que brilla en la oscuridad. Esta estrategia funciona, y pronto todos comienzan a usar pantalones azules.
Mientras esto pasa, Lisa trata de convertir a Willie en un hombre sofisticado. Pronto, el día anterior a la feria de ciencias, Willie continúa siendo el mismo de siempre. Cuando ve cuán desilusionada estaba Lisa, repentinamente sorprende a Bart y a ella con un lenguaje correcto, diciendo una oración que Lisa le había enseñado. En la feria de ciencias, impresiona a todos con su buena educación. Sin embargo, nadie sabe que ese hombre era el viejo jardinero, hasta que Lisa lo anuncia. Una vez más, gana la feria de ciencias, y la apuesta que había hecho con Bart.
A pesar de que es respetado por todos, Willie extraña su antigua vida, pero su trabajo y su casa habían sido tomados por el profesor de música. Luego le explica a Lisa que desearía regresar las cosas tal como eran, y ella entiende. Pronto, vuelve a limpiar la escuela y a vivir en su casucha.